# الفردوس المفقود

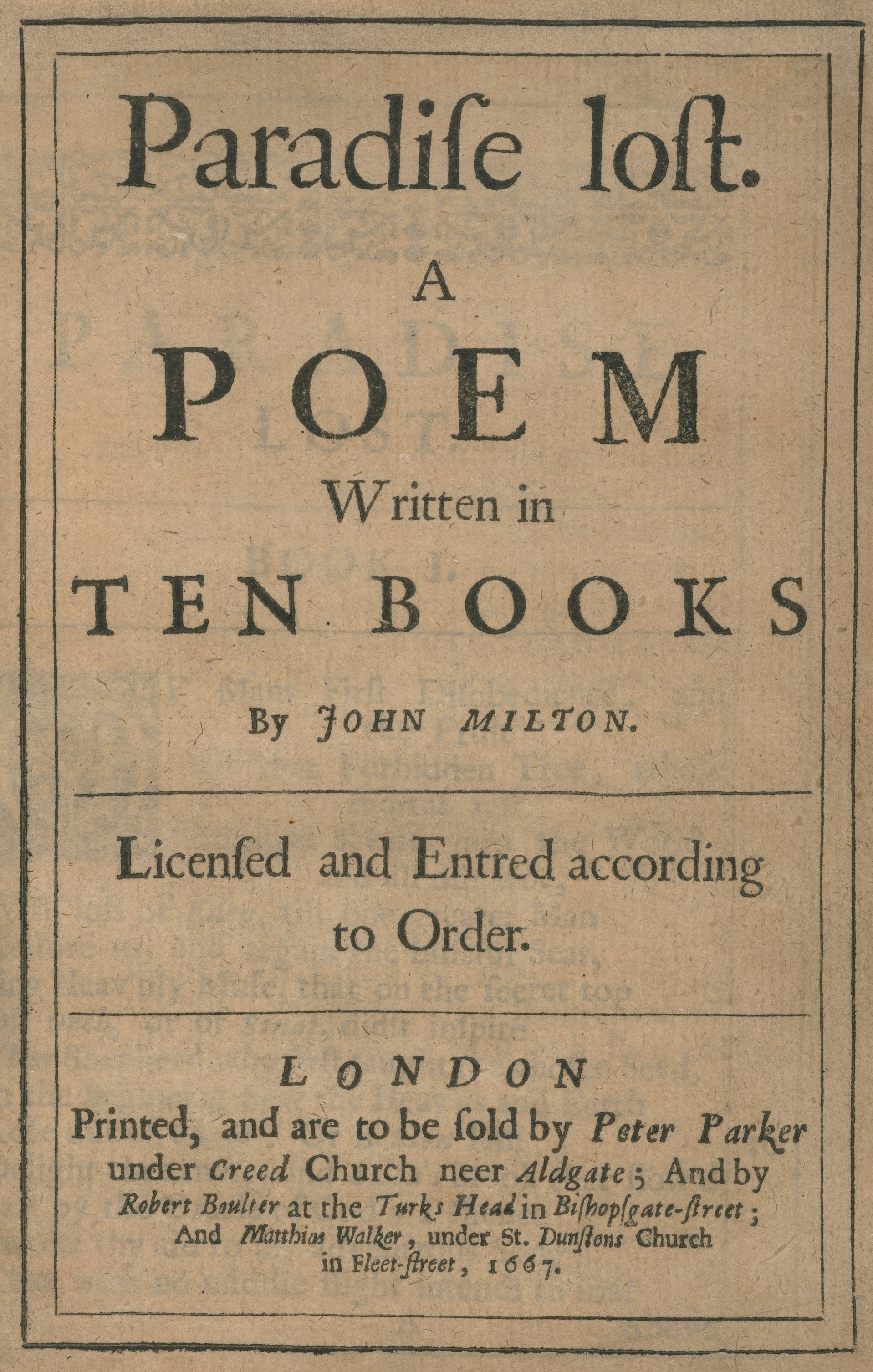
أول صفحة من الفردوس المفقود,1667

الفردوس المفقود (بالإنجليزية: Paradise Lost)‏ ملحمة شعرية للكاتب الإنكليزي جون ملتون كتبها في عام 1667. في عشر كتب وتبعها الطبعة الثانية عام 1674 حيث اعيد تقسيمها في اثنتى عشر كتابا (بطريقة تقسيم إنياذة فيرجيل) مع بعض التنقيحات البسيطة والملاحظة على طريقة نظم الشعر. وهذه الكتب تتفاوت في طولها فاطولها الكتاب التاسع والذي يتكون من 1189 سطرا، واقصرها الكتاب السابع والمكون من 640 سطرا وكل كتاب مسبوق بخلاصة بعنوان (الحجة). يدور موضوعها الرئيسي حول هبوط الإنسان من الجنة إلى الأرض، وحول آدم وحواء وإغراء إبليس لهم وحول جنات عدن متأثر بالروايات الدينية. وتقوم القصيدة بمكافحة العديد من القضايا اللاهوتية الصعبة ومنها المصير، الاقدار والثالوث. وقد قام ميلتون بدمج الوثنية مع الإشارات اليونانية والكلاسيكية من خلال هذه القصة، وهو من اشد المعجبين بالكلاسيكين ولكنه عزم من خلال هذه القصة ان يعمل على افاقتهم مما هم فيه. من أشهر الترجمات إلى الغة العربية هي ترجمة الدكتور محمد عناني.

## أحداث الملحمة
وقد ذكر أن غرض ميلتون في الكتاب الأول هو تبرير طرق الله للناس، حيث يوضح النزاع بين بصيرة الله الأبدية والإرادة الحرة. وبطل هذه الملحمة، الملاك الساقط، وهو الشيطان. وقد قدم ميلتون الشيطان على هيئة شخص فخور وطموح يقوم بتحدي خالقه، ويشن حربا على السماء حتى يتم تدميره وهزيمته.
وتحتوي قصة ميلتون على جبهتين إحداهما هي جبهة الشيطان والجبهة الأخرى مكونة من آدم وحواء. وتنتمى قصة إبليس إلى ملاحم الحرب القديمة، وبدايتها الحقيقية إذ كانت بعد أن هزم الله إبليس والملائكة الأخرى الثائرة وأدخلهم الجحيم.
كان يجب على إبليس أن يستخدم قدرته البلاغية لتنظيم أتباعه حيث تلقى المساعدة من معاونيه، مامون وبلزبيب، وكان ذلك بحضور بليال ومولوك، وفي نهاية النقاش تطوع الشيطان لتسميم الأرض المخلوقة حديثا. ولقد تحدى أخطار الهاوية وحده بطريقة تذكرنا بأوديسيوس واينيس.
أما القصة الأخرى فهي نوع جديد ومختلف من الملحمة حيث تم تقديم آدم وحواء للمرة الأولى في الأدب المسيحي وبينهما علاقة شرعية بدون خطيئة وكانا لديهما شخصيتهما المستقلة، وعواطفهما الجياشة ويمارسان الجنس أيضا. وقد نجح الشيطان في إغراء حواء بالانقضاض على زهوها وخداعها بخطاباته، وقد رأى آدم حواء وقد أثمت وبمعرفة مسبقة قام بارتكاب نفس الإثم بأكله من الفاكهة.
وبهذه الطريقة قام ميلتون بتصوير آدم كشخصية بطولية لكنها أكثر خطأ من حواء، ثم مارسا الجنس مرة ثانية ولكن برغبة لم تكن موجودة من قبل.
ولقد تشاجرا بعد أن أدركا خطأهما بالأكل من فاكهة شجرة معرفة الخير والشر، ولكن اعتذار حواء لآدم صالحهما بعض الشيء. وقد ذهب آدم في رحلة مع أحد الملائكة ورأى فيها أخطاء العباد والفيضان العظيم وكان حزينا جدا بسبب الذنب الذي ارتكباه من أكل الفاكهة ومع ذلك فقد رأى الأمل من إمكانية التكفير عما فعلا من خلال رؤيته للسيد المسيح، وبعد هذه الرحلة تم طردهم من جنة عدن وأضاف الملاك بأن الإنسان قد يشعر بالجنة من خلاله ويكون سعيدا بذلك. ثم أصبحا الآن على علاقة أكثر بعدا مع الله الكامل الوجود المختفي عن أعينهما.

## محتويات الكتب الإثنا عشر

### الكتاب الأول
في جملة طويلة افتتاحية يتضرع فيها الشاعر ويذكر غرضه وهو سقوط الإنسان وهدفه هو تبرير طرق الله للناس ". أما الشيطان والملائكة الأخرى الثائرة تم وصفهم بأنهم يستلقون على بحيرة نار من حيث يرتفع الشيطان ويدعى أن الجحيم هي ملكيته الخاصة مخاطبا أتباعه بعبارات حماسية قائلا أنه من الأفضل لهم الخلود في النار عن الخدمة في السماء.

### الكتاب الثاني
وهنا يتناقش الشيطان والملائكة الثائرة حول ما إذا كانوا سيشنون حربا على السماء أم لا، وقد أخبرهم بلزبيب أنه تم بناء عالم جديد سيكون موطنا للإنسان حيث قرر الشيطان أن يزور هذا العالم الجديد. وقد مر الشيطان من خلال أبواب الجحيم بحراسها الذنب والموت، وقد وصف الشيطان بإعطاء ميلاد للذنب بانفجار اللهب من جبهته كما ولدت آثينا من رأس زيوس.

### الكتاب الثالث
يتابع الله رحلة الشيطان وهو يعلم أن الشيطان سيكون سببا في هبوط الإنسان، ويؤكد الله أن هبوط الإنسان سيحدث نتيجة لإرادته وأن الله يعفى نفسه من المسئولية. أما ابن الله فقد عرض نفسه فدية لعصيان الإنسان وقد قبل الله هذا العرض حيث أمر بتجسيد عقاب الابن في المستقبل. وقد وصل الشيطان لحافة الكون متخفيا في هيئة ملاك وتوجه إلى الأرض بواسطة اوريل حارس الشمس.

### الكتاب الرابع
وقد سافر الشيطان إلى جنة عدن ولاحظ مناقشة آدم وحواء حول الشجرة المحرمة ولاحظ أيضا أن طيبتهما وبراءتهما تقفان عقبة أمام مهمته ولكنه رأى أن شرفه وإمبراطوريته الخالدة يرغمانه على القيام بهذا العمل الذي يجعله ممقوتا من الجميع. وقد حاول الشيطان إغراء حواء وهي نائمة ولكن الملائكة كشفت أمره وقام جبرائيل بطرده من الجنة.

### الكتاب الخامس
وقد استيقظت حواء حكت حلمها لآدم. ثم أرسل الله الملاك رافائيل لآدم لكى يحذره ويشجعه في آن واحد ثم ناقشا مسأله الأقدار والإرادة الحرة ثم قام رافائيل بإخبار آدم بأن الشيطان قد شجع الملائكة للتمرد على الله.

### الكتاب السادس
وقد استمر رافائيل في وصف الحرب في السماء وشرح كيف أن ابن الرب سيقود الشيطان وأتباعه أسفل الجحيم.

### الكتاب السابع
ولقد وضح رافائيل لآدم بأن الله قد قرر خلق عالم آخر وهو الأرض وحذر آدم ثانية بعدم الأكل من الشجرة المحرمة لأن اليوم الذي سيأكل فيه من الشجرة سيقضى عليه بالموت وسيكون الموت هو عقوبته لذلك عليه أن يكون حذرا ويضبط شهيته جيدا حتى لا يفاجئه الذنب والموت.

### الكتاب الثامن
وقد طلب آدم من رافائيل أن يعرف كل ما يتعلق بالنجوم والأوامر السماوية فحذره رافائيل بأن السماء أعلى من أن يعرف ما يدور فيها لذلك يجب أن يكون حكيما ونصحه بالصبر والتواضع.

### الكتاب التاسع
وعاد الشيطان إلى عدن متخفيا في جسد ثعبان نائم وقد قام بإغراء حواء للأكل من فاكهة الشجرة المحرمة فأكلت منها وأخذت بعض الفاكهة لآدم، وقد أدرك آدم أن حواء قد تم خداعها فآثر أن يموت مع حواء على أن يعيش بدونها. في البداية أصبح آدم وحواء مسممان بالفاكهة ثم أصبحا في حالة من الرغبة والشهوة ومارسا الجنس سويا، بعد ذلك حاولا تغطية أنفسهم بعد أن تم تجريدهما بعد أن فقدا برائتهم ثم يأسوا يأسا شديدا وجلسوا في نحيب مستمر وتنغمر الدموع من أعينهم وأخذت حالتهم تسوء وتتخللهم الكثير من مشاعر الغضب والكراهية وسوء الظن والشك، وساءت أيضا حالتهم العقلية الداخلية.

### الكتاب العاشر
أطلق الله ابنه إلى عدن لإطلاق حكم الله على آدم وحواء وعاد الشيطان منتصراً إلى الجحيم.

### الكتاب الحادي عشر
قام ابن الرب بالتوسل إلى الله بالنيابة عن آدم وحواء فأعلن الله أنه وجب طردهما من الجنة فهبط الملاك ميخائيل لإطلاق حكم الله ويكون بذلك قد فتح التأريخ المستقبلى للعالم.

### الكتاب الثاني عشر
وقبل خروج آدم وحواء من الجنة قام ميخائيل بإخبار آدم بموعد المجئ النهائي للسيد المسيح. وبذلك فقد الفردوس.
وانتهت القصيدة بعبارة:
(لقد كان هذا العالم كله أمامهم حيث اختاروا مكان إقامتهم وطريق رشدهم وتعاونا بخطى بطيئة لكنها سديدة ومن جنة عدن أخذوا طريقهم الماسى).

## الشخصيات

### الشيطان

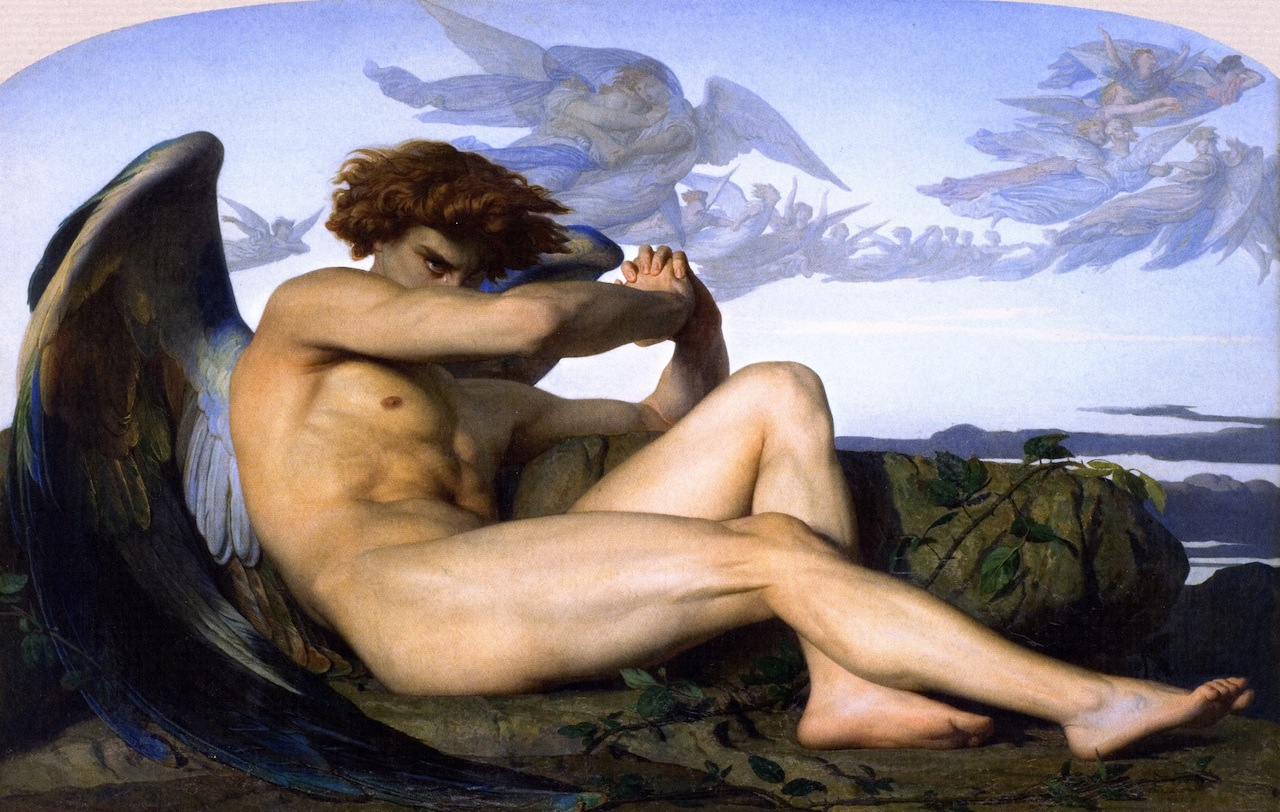
الملاك الساقط بريشة الفنان الفرنسي الكسندر كابانيل رسمها سنة 1847. يصور العمل «لوسيفر» الملاك الساقط لحظة طرده من الجنة بعد التمرد الذي قاده. أللوحة ضمن مجموعة خاصة.

هو الشخص الأول الذي تم تقديمه في القصيدة، وقد تم تقديمه في جهنم بعد التمرد الفاشل للسيطرة على السماء، أما رغبة الشيطان في التمرد على خالقه فهي ناجمة عن إحجامه عن قبول حقيقة كونه كائنا مخلوقا وليس مخلوقا ذاتيا وهذا نابع عن تطرفه الزائد. وأحد الطرق التي حاول بها تبرير تمرده على الله هو إدعاءه بأنه والملائكة مخلوقين ذاتيا وادعى أيضا أن الملائكة خلقت ورفعت ذاتيا، وبذلك يزيل سلطة الله كخالق لهم.

### آدم
هو الإنسان الأول الذي خلقه الله في جنة عدن وهو أكثر ثقافة وخبرة من حواء، من الناحية الإيجابية فآدم هو نموذج للحاكم الطيب وكان يوجه حواء للبعد عن التفكير في كونها امرأة جذابة وكان يفعل ذلك بلطف شديد مستخدما القوة ولكن ليس بإفراط وبالرغم من أن آدم وحواء ليسا متساويين في القصة ولكن آدم لم يكون أبدا حاكما مستبدا.
وكانت تجمع آدم وحواء علاقة تبعية متبادلة وهذا يوضح وجهة نظر ميلتون في علاقة الحاكم بأحد رعاياه وكذلك علاقة الزوج بزوجته. أما من الناحية السلبية، فإن آدم مثل الشيطان لديه مشكلة قلة المعرفة الذاتية لكنه مختلف عن الشيطان لأن الشيطان ذاتى ونرجسى في آن واحد. أما مشكلة آدم فتكمن في كونه معرض لخطر الافتتان، وسبب هذا الافتتان هو جمال حواء وهذا هو ما اشتكى منه أثناء حديثه مع رافائيل قائلا إنها شديدة الجمال.
وقد كان آدم يتحدث بقلق عن كونه يشعر بأنه تابع لحواء التي تبدو أن لديها اكتفاء ذاتى واستقلال بالفطرة، وكان آدم مذهولا حيال ذلك لأنه من المفترض أن تكون حواء تابعة له لأنه خلق أولا. أما هي فقد خلقت من جزء منه، وقد أصبح مهووسا بها لدرجة كونه متيما بجمالها.

### حواء
هي الإنسانة الثانية التي خلقها الله فقد أخد جزء من أحد أضلاع آدم وشكلها على شكل نسائي لآدم. من الناحية الايجابية، فهي نموذج للزوجة والتابعة الوفية وقد وافقت آدم في قيادته لها بعيدا عن التفكير في جاذبيتها وذلك منذ أول مرة التقيا فيها وكانت واثقة في قدرة آدم على الأخذ بزمام الأمور في علاقتهما.
وقد كانت حواء على قدر كبير من الجمال مما كان فيه خطراً عليها وعلى آدم، وجمالها لم يكن آدم وحده مهووسا به بل كانت هي أيضا كذلك. فبعد ميلادها نظرت بعناية إلى شكلها وجمالها في بركة ماء وكانت مذهولة بصورتها حتى بعد أن ناداها آدم عادت مرة أخرى لتنظر إلى صورتها حتى أمرها الله أن تذهب لآدم الذي ارتضت قيادته لها.
وهذا يبين لنا أنها كم كانت منذ البداية في خطر الافتتان بنفسها كالشيطان تماما، وكذلك هي الأولى التي إتصلت بالتأثير الشيطاني، فقد تسلل الشيطان إلى أحد أحلامها لإغرائها، وبعد هذا الحادث بدا واضحا أنها تريد تطوير كيانها المستقل وهذا هو ما حير آدم أثناء حديثه مع رافائيل حيث أنها تريد الانطلاق بنفسها للعمل في الجنة.
وقد طورت أيضا وجهة النظر الشيطانية في تنظيم الجنة حيث أنها تريد الانفصال بنفسها للحصول على عمل أكثر في الجنة وكانت قلقة بشأن عدم تنظيم الجنة وتمنت أن تفرض فيها نوعا من النظام والتي هي أمنية الشيطان أيضا.
وقد وقعت أخيرا في مصيدة الإغراء فكانت الأولى التي تأكل من الشجرة المحرمة مما كان سببا في الهبوط، ولم يتم تصويرها بصورة سلبية في هذه القصة، فمن خلال حديثها مع آدم عما إذا كانا سينفصلا أم لا، أخبرها آدم بأنهما يجب أن يظلا سويا لكي يتفاديا الإغراء حتى لو تم إغرائهما سيكون ذلك شيء غير مشرف لكليهما، وقد كان ذلك جدالا معيبا لهما.
وأجابته حواء وهي محتلة الدور البطولى قائلةً أنهما إذا استجابا للإغراء سيكون ذلك دليلا على أن الفضيلة عندهما ليست قوية بالقدر الذي يجعلهما يبدءان من جديد.
وليست هذه المرة الأولى التي نرى فيها الجانب البطولى لحواء. فبالرغم من عيوبها، وبعد الهبوط قام آدم بإلقاء اللوم عليها في جميع ما حدث وكان يتصرف كما لو كانت هي السبب الوحيد للهبوط، بالرغم من أن الحقيقة أنه اختار أن يأثم بمحض إرادته. ولقد تحملت كل الإهانة الكلامية التي تلقتها من آدم واختارت أن تحتمل ذلك بدلا من مناقشته وإحداث انشقاق آخر بينهما.
وبأخذها كل ذلك على عاتقها فهي بذلك تتصرف كشخصية السيد المسيح حيث تحمل أعباء خطأ لم يرتكبه وذلك لأجل مستقبل البشرية.
```
ه
```

### الله (الرب)
الله هو خالق جنة عدن والسماء والجحيم وكل الشخصيات الرئيسية في القصيدة. والله قوى جدا بحيث لا يستطيع أحد أن يهزمه حتى لو كان أحد الملائكة الثلاثة الذين حرضهم الشيطان ضد الرب. وتصف لنا القصيدة عملية خلق الله للعباد بالطريقة التي توقع ميلتون حدوثها عليه وهي أن الله خلق السماء والأرض والجحيم وجميع المخلوقات التي تسكن هذه المستويات المنفصلة من جزء من نفسه وأنه لم يتم خلقها من لا شيء.
وطبقا لما قاله ميلتون فإن الذي أعطى الله هذه السلطة المطلقة هي حقيقة كونه خالق الخلق. وقد حاول الشيطان أن يبرر تمرده بإنكاره هذه السمة لله وإدعاءه أنه مخلوق ذاتيا ولكنه في داخله يعرف أن ذلك ليست الحقيقة قائلا: (إن الله لا يستحق منى هذا التمرد لأنه هو الذي خلقنى على ما أنا فيه).

### رافائيل
هو الملاك الذي أرسله الله لآدم ليحذره من تسلل الشيطان لجنة عدن والتحذير منه لأن الشيطان يحاول لعن آدم وحواء. اجتمع رافائيل مع آدم وحواء ولكن لديه مناقشة خاصة حول الشيطان مع آدم فقط. خلال هذه المناقشة، ورافائيل يروي آدم قصة تمرد الشيطان والنفي لاحقا إلى الجحيم. رافائيل فسر أيضا لآدم كيف خلق الله الأرض والكون.

### ميخائيل
وبعد أن عصى آدم وحواء الله بأكلهم من الشجرة المحرمة، أرسل الله الملاك ميخائيل لزيارة آدم وحواء. وأمره أن يخرج آدم وحواء من الجنة. ولكن قبل أن يحدث هذا، يبين ميخائيل لآدم الرؤى المستقبلية التي تشمل الخطوط العريضة للكتاب المقدس، من خلال قصة قابيل وهابيل في سفر التكوين، حتى قصة يسوع في العهد الجديد. هذه الرؤية الهدف منها إظهار لآدم ما يحدث للبشرية، وكيف سوف يخلص يسوع البشرية في نهاية المطاف، وطرد الشيطان والخطيئة والموت من الأرض.

## كتابة القصة
بدأ ميلتون كتابة هذه الملحمة عام 1658 خلال السنوات الأخيرة للجمهورية الإنجليزية. وبالرغم من أنه قد أنهى هذا العمل عام 1664، فلم يقم ميلتون بنشر الكتاب حتى عام 1667 بسبب الطاعون القوى والحريق العظيم.
وقد أكمل ميلتون باقى العمل بعدما أصيب بالعمى وكان ذلك يستلزم استخدام كتّاب ذوو رواتب، وقد ادعى الشاعر أن روح القدس كان يلهمه أثناء الليل ويتركه مع الأشعار التي سيتلوها بالنهار.

## السياق
ولقد تأثر الكاتب بعدة أشياء منها التوراة وتربية ميلتون الدينية ومنظوره الدينى، كما تأثر أيضا بعدة أشخاص منهم مينياس فليتسير وإدموند سبينسر وكذلك الشعراء القدماء مثل فيرجل وثيوكرتس.
وبعد أن فقد ميلتون بصره، أكمل العمل بمساعدة سكرتيراته وأصدقائه أمثال أندرو مارفيل. وبعد ذلك كتب ميلتون عن استعادة الفردوس ولكن أقصر من سابقتها وتحدث فيها عن إغراء الشيطان للسيد المسيح وإمكانية عودة الفردوس ولكن هذه التتمة لم تأخذ شهرة القصيدة السابقة.

## أهم الموضوعات التي تناولتها القصيدة

### الزواج
عند التصفح المبدئي للفردوس المفقود نرى أنها قصة توراتية عامة تعرض خلق وهبوط آدم وحواء ولكن بعد التدقيق العميق في أحداث القصيدة، لاحظ عدة نقاد العلاقة بين آدم وحواء وكيف أنها تعكس وجهة نظر ميلتون عن الزواج. قد قدم ميلتون آدم وحواء للمرة الأولى في الكتاب الرابع وكلاهما مشهود له بالنزاهة.
وقد أوضح دكتور جينيفر راست أن العلاقة بين آدم وحواء هي أحد علاقات التبعية المتبادلة وليست علاقة هيمنة وتسلط، وفي الوقت الذي جعل فيه المؤلف آدم أعلى من حواء باعتبار معرفته الثقافية وعلاقته بالله، فقد منح حواء ميزة المعرفة من خلال التجربة.
وقد أوضحت هيرمن فان نوس أن بالرغم من وجود إحساس بالصرامة مرتبط بالأدوار المحددة للذكر والأنثى، فإن كل منهم قد قبل بالدور المحدد له كما لو كان ذلك هو الأصل، وبدلا من الاعتقاد بأن هذه الأدوار كانت مفروضة عليهم، فإن كل منهم ينفذ ما هو مطلوب منه كما لو كان ذلك سيعمل على تقوية العلاقة فيما بينهم. أما هذه التناقضات البسيطة فهي تبين وجهة نظر المؤلف في ضرورة وجود مشاركة بين الزوج والزوجة.
بعد فحص العلاقة بين آدم وحواء، يميل النقاد إلى قبول أنه إما آدم أو حواء هو صاحب وجهة النظر المسيطرة في علاقة السلطة وأهمية الله. ولقد ناقش ديفيد ميكيكس هذا الأمر قائلا أن هذه المواقف تبالغ في تصوير استقلالية الشخصيات ولذلك فقد آدم وحواء الطريق الذي تضافرا فيه مع بعضهم البعض.
وتعكس رؤية ميلتون أن الزوج والزوجة ويقصد هنا آدم وحواء يعتمدان على بعضهم البعض ويستطيعان النجاح من خلال الاختلافات التي بينهما. بينما يعتقد أكثر القراء أن فشل آدم وحواء كان سببه هبوطهم من الفردوس، ويرى ميلتون أن ما نتج من تقوية حبهما لهو النصر الحقيقى.
وبالرغم من أن ميلتون لم يذكر الطلاق بشكل مباشر في النص الأصلى للفردوس المفقود، فقد عرض النقاد نظريات قوية توضح وجهة نظر ميلتون عن الطلاق وهي تعتمد على استدلالات موجودة في القصيدة. أما الأعمال الأخرى التي قدمها ميلتون عرضت أن المؤلف الانجليزى البارز يرى الزواج على أنه كيان منفصل عن الكنيسة وبمعنى أدق، فيما يتعلق بالفردوس المفقود، فإن بيبر مان يتأمل فكرة أن (الزواج هو عقد يصنعه الرجل والمراة). وبالاعتماد على هذا الاستدلال يعتقد ميلتون أن له الحق في اختيار الطلاق كما له الحق في اختيار الزواج.

### الوثنية
بسبب وجهات النظر الاحتجاجية فيما يخص السياسة والدين في القرن السابع عشر في إنجلترا، فقد انتقد المعاصرون أفكار ميلتون واعتبروه نوع من الثورية. وكانت أحد أعظم مناقشات ميلتون المثيرة للجدل تدور حول مفهومه عن الوثنية وكما لاحظ النقاد أن هذا الموضوع تم شرحه بعمق في الفردوس المفقود.
وكان نقد ميلتون للوثنية يكمن في نظرية بناء معابد وأبنية أخرى كأماكن للعبادة. وفي الكتاب الحادي عشر من الفردوس المفقود يحاول آدم التكفير عن ذنبه بعرضه بناء المذابح لعبادة الله، وفي الرد على هذا العرض قال له الملاك ميخائيل موضحا أن آدم ليس محتاجا لبناء شيء لاختبار حضور الله.
ولقد أشار جوزيف لايل في هذا المثال موضحا أن اعتراض ميلتون على الهندسة المعمارية ليست شيء كريه أو صفة متأصلة في الأبنية ولكن ميلها في الشبه بالوثنية سيكون حتما سببا أساسيا في انتشار الوثنية.
وحتى لو كانت حواء نقية بالفطرة لكن يرى ميلتون أن هذا من السهل أن يؤدى إلى وثنيتها لأن هذه هي طبيعة البشر لأنهم بدلا من أن يجعلوا إيمانهم واعتناقهم لله، فإنهم يتشبثوا بالمعتقدات الخاطئة التي تحيط إيمانهم. وقد لاحظ النقاد أنه في الوقت الذي يسعى فيه آدم لبناء المذابح لله، فإن حواء متهمة بالوثنية ولكن بطريقة مختلفة. ويعتقد بيت هاردينج أن نرجسية حواء وولعها بنفسها يعد أيضا نوع من الوثنية، على وجه التحديد يدعى بيت هاردينج أن تاثير الثعبان، ووثنية حواء وتقديسها لنفسها، كل ذلك سينذر بالأخطاء التي سيرتكبها أبناءها.
علاوة على ذلك، فقد جعل ميلتون آرائه الخاصة بالوثنية أكثر وضوحا مع خلق بانديمونيام، والتلميح إلى هيكل سليمان. في بداية الفردوس المفقود، يوجد خلال القصيدة عدة إشارات تتعلق بالارتفاع والهبوط النهائي لهيكل سليمان. ولقد أوضح النقاد أن هيكل سليمان يمدنا ببرهان واضح عن كيفية أن ما صنع يدويا يمكن أن ينتقل من الممارسة العبادية إلى النهاية الوثنية.
وهذا المثال، بعيدا عن ما تم تقديمه في القصيدة، يعرض وجهة نظر ميلتون عن أخطار الوثنية بشكل واضح. وحتى لو قام أحد بتاسيس مبنى باسم الله فإن أفضل النوايا يمكن أن تكون عديمة الأخلاق.
وهذه الاستنتاجات تعرض آراء ميلتون البروتستانتية حيث يرفض كلا من المنظور الكاثوليكى والمنظور الوثنى. بقي أن نقول أن الفردوس المفقود كانت وما زالت مصدر إلهام للكثر من الأدباء حتي يومنا هذا وأصبحت منتشره في جميع الثقافات مخلده اسم جون ميلتون.

## التفسير والنقد

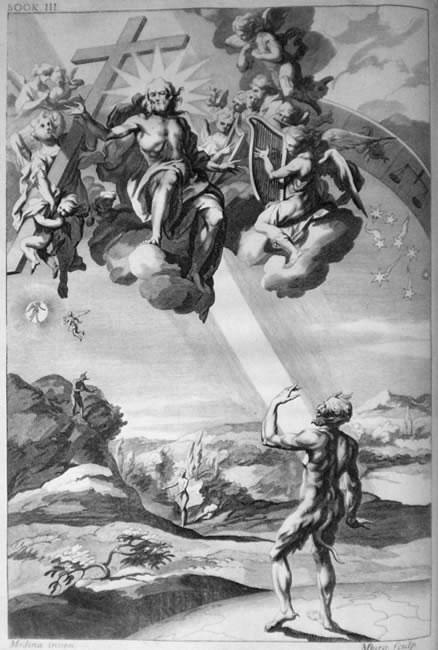
خلق الأنسان، نقش من طبعة 1688، بواسطة جون بابتيست ميدينا

كتب الكاتب والناقد صموئيل جونسون أن الفردوس المفقود يُظهر «قوة ميلتون الخاصة في الدهشة، وأن ميلتون يبدو أنه كان على دراية جيدة بعبقريته، ومعرفة ما منحته الطبيعة له أكثر كرامة من الآخرين: قوة العرض الكبيرة، وإلقاء الضوء على الرائع، وفرض الفظاعة، وتظليل الكآبة، وتفاقم المرعب»."
فسر الباحث في أدب ميلتون جون ليونارد «الحرب الشرسة» بين الجنة والجحيم على أنها حرب أهلية:[بحاجة لرقم الصفحة]
«الفردوس المفقود، من بين أمور أخرى، قصيدة عن الحرب الأهلية، يثير الشيطان، «الحرب الشريرة في السماء» (i 43) من خلال قيادة ثلث الملائكة في ثورة ضد الله. يشير مصطلح «الحرب الشريرة» إلى أن الحرب الأهلية هي أمر شرير. لكن ميلتون أشاد بالشعب الإنجليزي لتحمله الشجاعة لعزل الملك تشارلز الأول وإعدامه. ومع ذلك، في قصائد، كان إلى جانب «الملك الرهيب» (IV 960). لفترة طويلة، كان النقاد يحاولون معرفة سبب اختيار الرجل الذي عارض الحزب الملكي ودافع عن مقتل الملك موضوعًا جعله ملزمًا بالدفاع عن سلطة العائلة المالكة».
يعتقد محرر مؤسسة الشعر أن انتقاد ميلتون للنظام الملكي البريطاني موجه خصوصًا إلى نظام ستيوارت الملكي، وليس النظام الملكي عمومًا.
وبالمثل، يعتقد الناقد والكاتب سي إس لويس أن موقف ميلتون في القصيدة ليس متناقضًا، لأن «ميلتون» كان يعتقد أن الله هو«أسمى منه»، وأن تشارلز ستيوارت ليس كذلك. فسر لويس القصيدة بأنها قصة أخلاقية مسيحية حقيقية.[بحاجة لرقم الصفحة]يعده نقاد آخرون، مثل ويليام إمبسون، عملًا أكثر غموضًا، وقد لعب وصف ميلتون المعقد للشيطان دورًا كبيرًا في هذا الشعور الغامض. قال إمبسون إن «ميلتون يستحق الفضل في جعل الله شريرًا، لأن إله المسيحية هو إله شرير». وضع ليونارد تفسير إمبسون في التقاليد -التفسيرية الرومانسية- لويليام بليك وبيرسي بيش شيلي.[بحاجة لرقم الصفحة]
كتب بليك الشهيرة في زواج الجنة والجحيم: «السبب الذي كتبه ميلتون في الأغلال عندما كتب عن الملائكة والله، وفي الحرية عندما كان من الشياطين والجحيم، هو أنه كان شاعرًا حقيقيًا ومن حزب الشيطان دون أن يعرف ذلك».
يمثل هذا الاقتباس بإيجاز الطريقة التي نظر بها بعض الشعراء الرومانسيين في القرنين الثامن عشر والتاسع عشر إلى ميلتون.

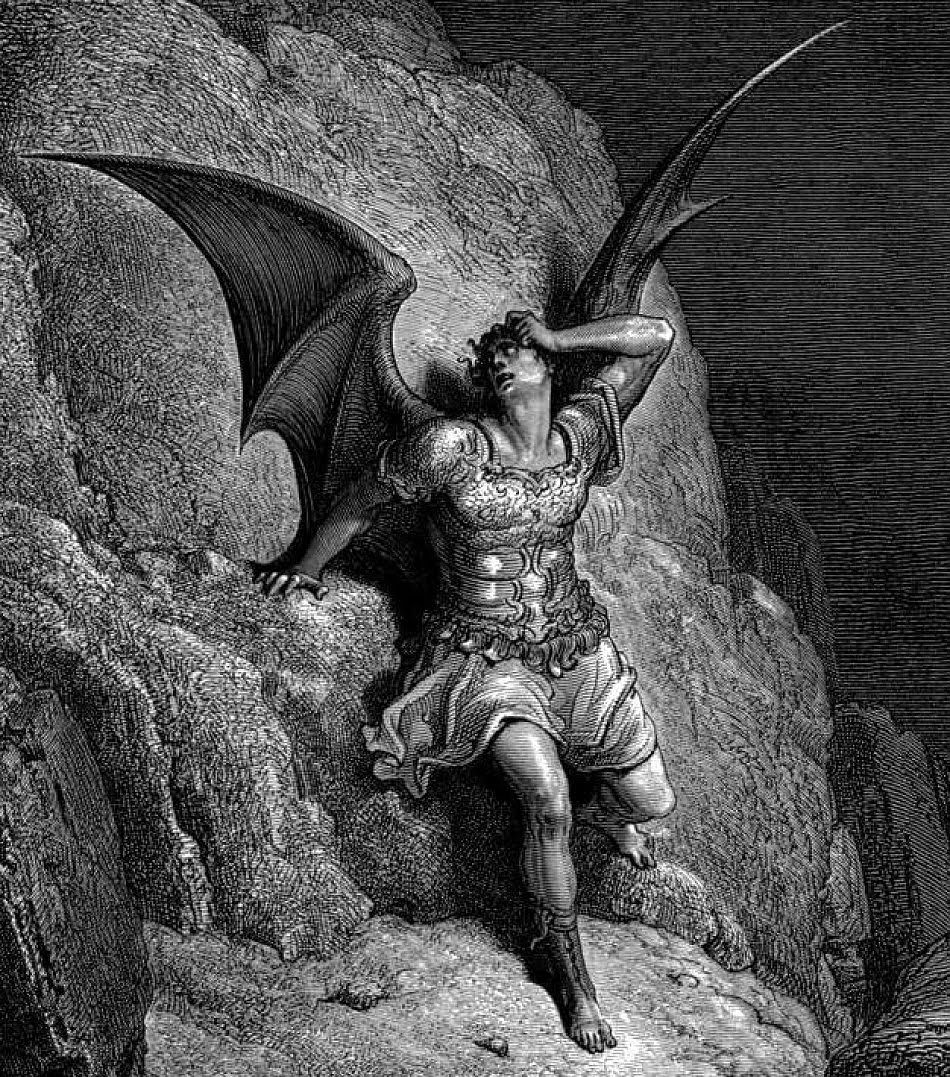
غوستاف دوريه، تصوير الشيطان، الشخصية الرئيسية لجون ميلتون الفردوس المفقود 1866.

عند الحديث عن تعقيد ملحمة ميلتون تأتي محاضرات جون روجرز التي تبذل قصارى جهدها لتجميع «مزايا وقيود مجموعة متنوعة من التقنيات التفسيرية والمخاوف النظرية في منحة ميلتون الدراسية والنقد».
نظرة إمبسون معقدة. يشير ليونارد إلى أن «إمبسون لا ينكر أبدًا أن خطة الشيطان شريرة. ما ينكره هو أن الله بريء من شرها» يذهب ميلتون بثبات إلى أن مشورة الله الداخلية كانت السقوط السعيد للإنسان، مهما كانت خطة الشيطان شريرة، إنها خطة الله أيضًا «لما كان الله في الفردوس المفقود يُصوَّر على أنه كلي المعرفة وقادر على حد سواء». ويطلق ليونارد على وجهة نظر إمبسون «حجة قوية»، ويلاحظ أن هذا التفسير قد تحدى دينيس دانيلسون في كتابه «ميلتون الإله الجيد» (1982).

### ملحمة مسيحية
لم يكن ميلتون أول من كتب قصيدة ملحمية حول موضوع مسيحي. وُجدت بعض السوابق المعروفة:
●  المعركة السماوية بين مايكل ولوسيفر 1568، بقلم أنطونيو ألفاني.
●  لا سيبمين (1578)، بقلم غيوم دو بارتاس.
●  القدس المحررة 1581، بقلم توركاتو تاسو.
●  أنجيليدا 1590، بواسطة إيراسمو دي فالفاسون.
●  الأيام السبعة للعالم المخلوق 1607، بقلم تاسو.
●  دي لا كريسيون ديل موندو (1615)، بقلم ألونسو دي أسيفيدو.
من ناحية أخرى، وفقًا لتوبياس غريغوريوس، كان الأكثر علمًا من الناحية اللاهوتية بين شعراء الملحمة الحديثة المبكرة. كان لاهوتيًا يتمتع باستقلالية ذهنية كبيرة، وشخصًا طور مواهبه داخل مجتمع نوقشت فيه مشكلة العدالة الإلهية بحدة خاصة.
إنه قادر على تأسيس العمل الإلهي وشخصياته الإلهية بطريقة متفوقة على شعراء عصر النهضة الآخرين، ومنهم لودوفيكو أريوستو أو تاسو.
في الفردوس المفقود يتجاهل ميلتون أيضًا الشكل الملحمي التقليدي، الذي بدأ مع هوميروس، لمؤامرة تستند إلى صراع مميت بين الجيوش المتعارضة مع الآلهة الذين يراقبون الحدث ويتدخلون فيه أحيانًا. بدلاً من ذلك، يتورط الإله والبشرية في صراع، ينتهي مؤقتًا بمأساة، لكنه يقدم خلاصًا في المستقبل. في كل من الفردوس المفقود والفردوس المستعاد، يدمج ميلتون جوانب من نموذج لوكان الملحمي، الملحمة من وجهة نظر المهزوم. مع أنه لا يقبل النموذج بالكامل داخل الفردوس المستعاد، فإنه يدمج «تقليد لوكان الملحمي المناهض لفرجيليان والمناهض للإمبراطورية».
يذهب ميلتون إلى أبعد من لوكان في هذا الاعتقاد، «الفردوس المفقود والفردوس المستعاد يحملان المزيد من الحركة نحو تثمين الرومانسية التي بدأها تقليد لوكان، لدرجة أن قصائد ميلتون تخلق نوعًا جديدًا خاصًا بها».